# Parafia św. Jana Chrzciciela w Mikluszowicach
Parafia św. Jana Chrzciciela w Mikluszowicach – parafia rzymskokatolicka, znajdująca się w diecezji tarnowskiej, w dekanacie Bochnia Wschód.
W skład terytorium parafii wchodzą miejscowości Mikluszowice, Baczków, Bogucice, Dziewin, Gawłówek, Majkowice i Wyżyce.
Od 2019 proboszczem jest ks. dr Adam Dynak.

## Historia parafii
Parafia św. Jana Chrzciciela w Mikluszowicach została założona prawdopodobnie już w XII w. Tak wczesną metrykę parafii potwierdza między innymi patronat św. Jana Chrzciciela, bowiem ten święty był głównym patronem chrystianizowanych krajów i najstarszych kościołów. Często także kościoły pod jego wezwaniem znajdowały się nad brzegami rzek lub na wzniesieniach. Oba warunki spełniały dawne kościoły w Mikluszowicach, bowiem kolejne kościoły (regularnie trawione przez pożary) w tej wiosce budowane były na znajdującej się nieopodal wioski Górze Świętego Jana. Źródła pisane wymieniają parafię dopiero w 1326 roku. Dokument, o którym mowa, to rachunek świętopietrza. Zresztą jest on również metryką źródłową samej osady. Nie jest znany fundator pierwszego kościoła w Mikluszowicach. 
W XIV i XV w. Mikluszowice, jak i okoliczne wioski znajdowały się w rękach rycerskich. Nie ma powodu, by sądzić, że wcześniej było inaczej. Według historyka Kościoła, ks. B. Kumora, dawniej okręg parafialny fundowany przez średnie rycerstwo obejmował kilka posiadłości rycerskich. Ponieważ kościół był budowany wspólnymi siłami, to wspólne było również prawo prezenty i prawo patronatu. 
Pierwsza wzmianka o kościele parafialnym, zlokalizowanym na znajdującej się niedaleko wioski Górze świętego Jana, pochodzi z 1440 roku. Jan Długosz napisał o nim jedynie, że był drewniany. Został jednak zburzony, bądź strawiony przez pożar, bowiem w 1455 roku Maciej Mączka, z zawodu cieśla, zobowiązał się wobec właściciela Mikluszowic, Mikołaja Cikowskiego, wybudować nowy kościół. Został on wzniesiony, o czym kronikarz Jan Długosz pisał w 1470 roku, że w Mikluszowicach stoi kościół drewniany. Nowy budynek musiał być piękny, gdyż sam Mączka otrzymał wkrótce tytuł cieśli królewskiego. 
Kościół wybudowany przez Macieja Mączkę w Mikluszowicach nie dotrwał do współczesnych czasów, ponieważ w 1653 roku strawił go pożar. Przyczyną jego wybuchu były prawdopodobnie działania wojenne XVII w., które nie ominęły i tych okolic. W tym samym roku rozpoczęto jednak budowę nowego kościoła. Jego fundatorem był starosta niepołomicki - Książę Aleksander Lubomirski. Nowy kościół został konsekrowany w 1666 roku przez biskupa Mikołaja Oborskiego i służył wiernym prawie dwa wieki. 27 czerwca 1832 roku kościół znów doszczętnie uległ pożarowi. Kilka przedmiotów z płonącego obiektu wynieśli Piotr Gawłowicz i Jan Kłosiński. 
Po pożarze kościoła na Górze św. Jana postanowiono wybudować jedynie kaplicę. W 1859 roku rozpoczęto budowę nowego kościoła, którą zakończono cztery lata później. Zmieniono lokalizację oraz materiał budowlany, z którego miała powstać świątynia. Kościół już nie drewniany, lecz murowany stanął na północny zachód od Góry Świętego Jana. Został konsekrowany dopiero 28 czerwca 1891 roku przez biskupa Ignacego Łobosa.